# Lamyrtjärnen (Junsele socken, Ångermanland)
Lamyrtjärnen är en sjö i Sollefteå kommun i Ångermanland och ingår i Ångermanälvens huvudavrinningsområde.